# Crocodile coup
Crocodile coup to manewr obrony polegający na zagraniu wysokiej karty w celu uniemożliwienia wzięcia tej lewy przez partnera. Manewr ten wykonywany jest najczęściej przez obrońcę na drugim ręku. Dla przykładu grany jest kontrakt 4 pik, rozgrywający nie może oddać dwóch lew karowych:
```
                     ♠ 5 3
                     
♥
 
                     
♦
 4 2
                     ♣ - 
          ♠                   ♠
          
♥
                   
♥
 D 2
          
♦
 K W 9 8           
♦
 D
          ♣ -                 ♣ 8
                     ♠ K 7
                     
♥
 
                     
♦
 7 3
                     ♣
```

W tym celu wychodzi ♦3 karo z ręki, a lewy obrońca wykonuje Crocodile coup "połykając" ♦D partnera królem. Odbierając drugą lewę karową kładzie kontrakt bez jednej. Jeśli prawy obrońca wziąłby tę lewę na ♦D, wówczas musiałby wychodzić w następnej lewie pod potrójny renons, umożliwiając rozgrywającemu wyrzucenie przegrywającego kara na jednej z rąk. W konsekwencji kontrakt zostałby zrealizowany.